# Santa Cecilia (kommunhuvudort)
Santa Cecilia är en kommunhuvudort i Spanien.   Den ligger i provinsen Provincia de Burgos och regionen Kastilien och Leon, i den centrala delen av landet, 180 km norr om huvudstaden Madrid. Santa Cecilia ligger 841 meter över havet och antalet invånare är 117.
Terrängen runt Santa Cecilia är platt. Runt Santa Cecilia är det glesbefolkat, med 19 invånare per kvadratkilometer. Närmaste större samhälle är Lerma, 4,6 km sydost om Santa Cecilia. Trakten runt Santa Cecilia består till största delen av jordbruksmark.